# Calesia comosa
Calesia comosa là một loài bướm đêm trong họ Erebidae.